# Cafe Oto

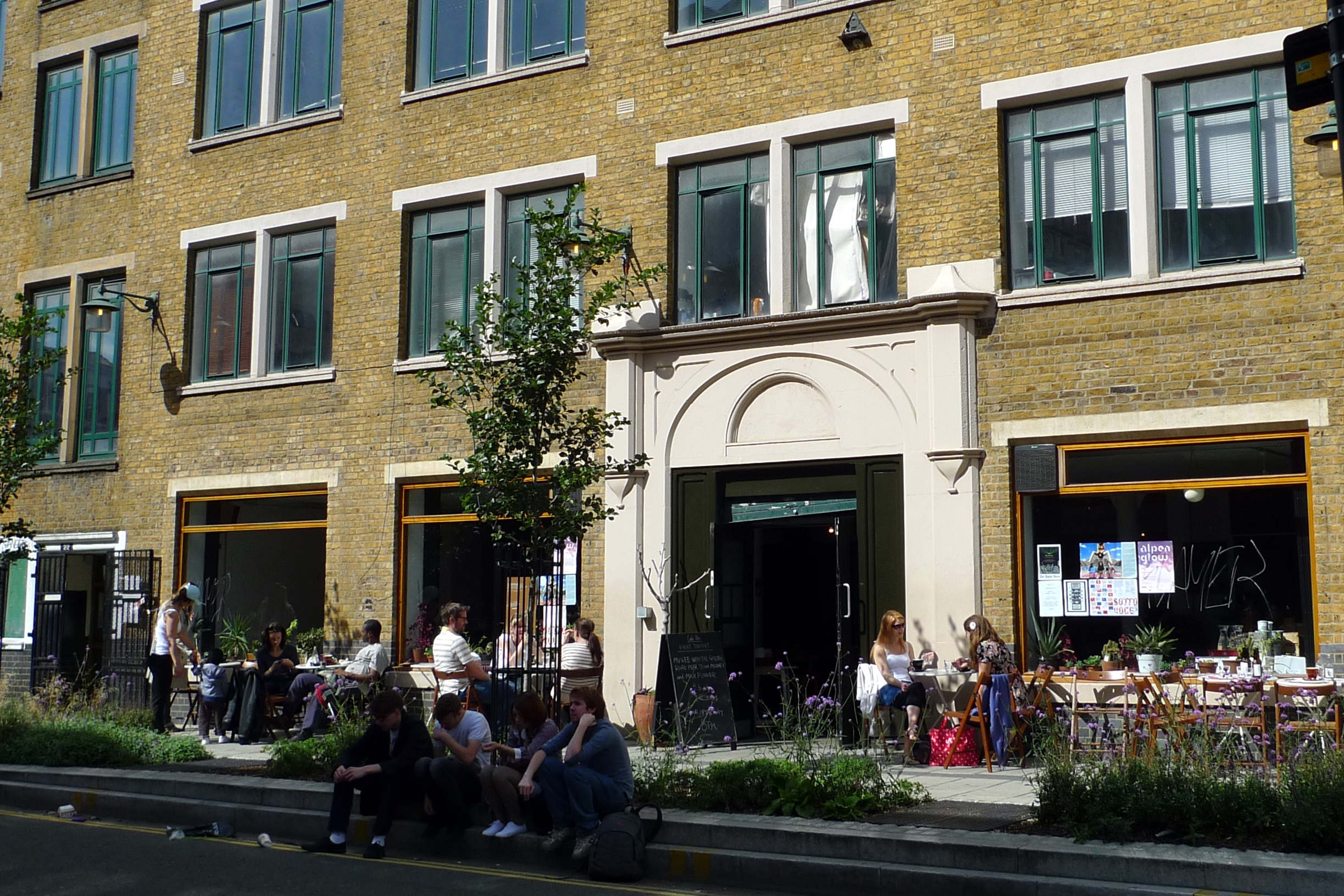
Außenansicht des Cafe Oto

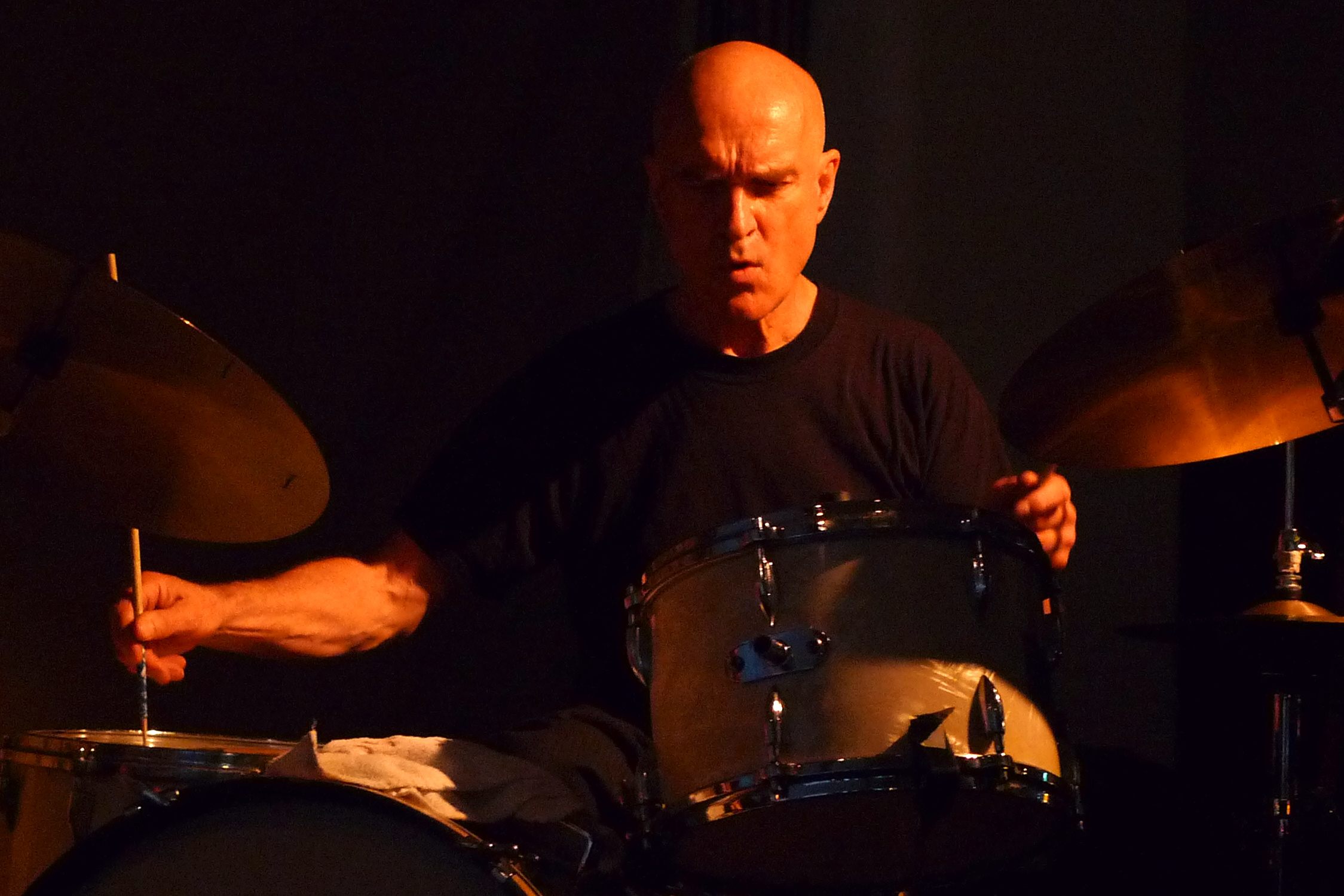
Roger Turner im Cafe Oto (London), Juli 2011. Foto: Andy Newcombe

Cafe Oto ist ein Veranstaltungsort für Free Jazz, Experimental- und Neue Improvisationsmusik in London.
Das 2008 gegründete Cafe Oto (japanisch Klang oder Geräusch) befindet sich im Londoner Stadtteil Dalston in der 18-22 Ashwin Street und bietet eine Plattform für Experimentalmusik, die auch Bereiche von Folk, Rockmusik, Noise und Electronica umfasst. Bekannte Künstler traten an mehreren Tagen hintereinander auf; das Sun Ra Arkestra fünf Abende in Folge.  In dem Veranstaltungsort wurde eine Reihe von Konzerten mitgeschnitten, u. a. von Peter Brötzmann, John Butcher, Lol Coxhill, Phil Durrant,  John Edwards, Fred Frith, Mats Gustafsson, Alexander Hawkins, Joe McPhee, Roscoe Mitchell, Thurston Moore, Paal Nilssen-Love, Steve Noble, Other Dimensions in Music, Han-Earl Park, Evan Parker, Eddie Prévost, Ivo Perelman, Matthew Shipp, Damo Suzuki, Ken Vandermark und Alex Ward.
Das Cafe Oto wurde (neben der Berliner Spielstätte KM28) 2024 mit dem hochdotierten Instant Award in Improvised Music ausgezeichnet.

## Diskographische Hinweise
- ADA Trio + Steve Noble: Oto (2013)
- Rachel Musson, Pat Thomas, Mark Sanders: Shifa: Live at Cafe Oto (2019)
- Juno 3: Proxemics (2024), mit Han-earl Park, Lara Jones und Pat Thomas
- The Quartet, Cafe Oto, London, February 10 & 11, 2023 (2025)